# Temporary Like Achilles
Temporary Like Achilles è un brano musicale scritto e registrato da Bob Dylan per il suo album doppio del 1966 intitolato Blonde on Blonde.

## Il brano
Originariamente la canzone era stata registrata in una versione più corta con i The Hawks a New York nel 1965, con il titolo Medicine Sunday, ma la registrazione risultante fu giudicata insoddisfacente da Dylan e scartata.
Quindi venne rielaborata nel 1966 durante le sedute di registrazione per l'album Blonde on Blonde tenutesi a Nashville, Tennessee.
Si tratta sostanzialmente di un blues abbastanza canonico, dominato dal pianoforte di Hargus Robbins e dagli inserti di armonica dello stesso Dylan. La canzone è tutta atmosfera, con il diretto lamento di un amante tenuto in sospeso dai capricci della sua donna.